# Красный Дар (Краснодарский край)
Красный Дар — хутор в Щербиновском районе Краснодарского края.
Входит в состав Екатериновского сельского поселения.

## География
Хутор расположен на берегу Ейского лимана в 5 км восточнее административного центра поселения — села Екатериновка.

## Население
| 2002 | 2010 |
| ---- | ---- |
| 217  | ↘162 |

- пер. Бригадный,
- пер. Огородный,
- пер. Широкий,
- ул. Береговая,
- ул. Верхняя,
- ул. Школьная.